# بلقاء ثلاثية السنابل
ملالوكا ثلاثية السنابل (الاسم العلمي:Melaleuca trichostachya) هي نوع من النباتات تتبع جنس الملالوكا من فصيلة الآسية. تم وصف هذا النوع من النبات علمياً لأول مرة من قبل جون لندلي سنة 1848.